# Otradnaja
Otradnaja (ros. Отрадная) – stanica w Rosji, w Kraju Krasnodarskim, ośrodek administracyjny rejonu otradnieńskiego. W 2010 liczyła 23 204 mieszkańców.